# Koken (voedselverhitting)

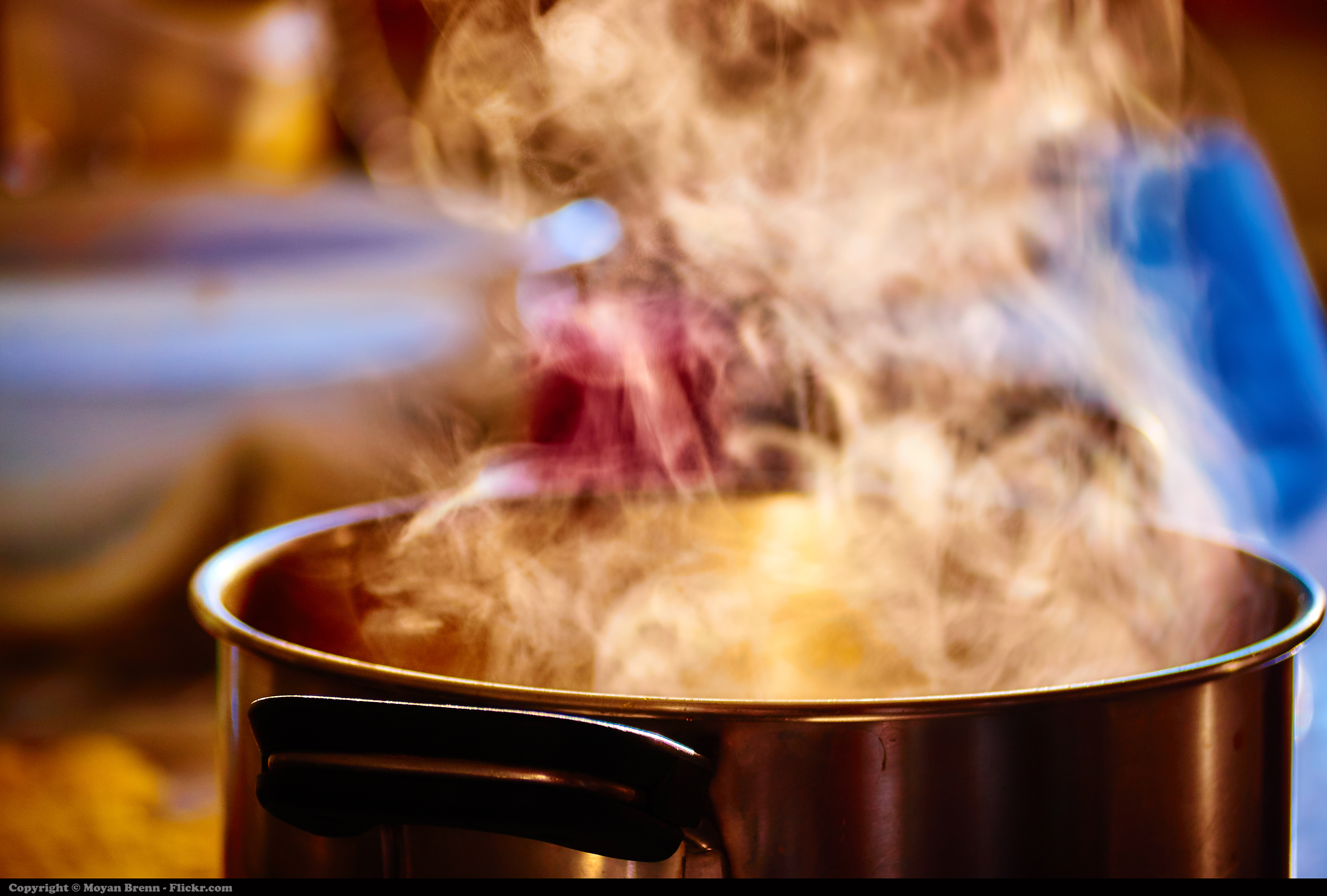
Kokend voedsel op het vuur

Koken is het bereiden van voedsel door middel van verhitting. Door deze voedselverwerkingsmethode verandert de structuur en de chemische samenstelling van het rauwe voedsel en worden bacteriën gedood. Daarmee wordt het voedsel makkelijker te verteren en smakelijker, levert het meer energie per beet en neemt de houdbaarheid toe en de kans op ziektes af. Koken werd mogelijk toen de mens in staat was om vuur te beheersen. Door het koken kon voedsel genuttigd worden dat anders te hard was, giftig, of op een andere manier oneetbaar was.
Energetisch joeg koken de calorische waarde van voedsel de hoogte in, doordat meer energie wordt opgenomen per beet en bespaard wordt op het verteringsproces. Indigeste zetmelen komen beschikbaar als koolhydraten, proteïnen worden getransformeerd en vlees is makkelijker te kauwen. Tegelijk waren er ook energetische kosten verbonden aan koken, zoals het verzamelen van brandstof en het maken van kookgerief. Deze nadelen wogen meer door bij vlees, zodat wordt verondersteld dat vooral planten (in het bijzonder geofyten) belangrijk waren toen koken tot ontwikkeling kwam.
Het koken van voedsel is uniek voor mensen en heeft fysiologische en sociologische veranderingen teweeggebracht. Omdat het de calorische waarde verhoogde, kon een deel van de extra energie aan andere taken worden besteed, zoals mogelijk voortplanting (grotere en meer frequente baby's) en hersencapaciteit. Doordat het eten zachter werd, droeg gekookt voedsel mogelijk bij tot het kleiner worden van de tanden, maar ook de tijd die werd besteed aan eten kon afnemen. In plaats van vrijwel de gehele dag te eten, kon het beperkt blijven tot enkele grotere maaltijden. Wrangham stelt zelfs dat het heeft bijgedragen aan een veranderd darmstelsel en grotere hersenen, maar daar is nog geen algemene consensus over.
Daarnaast bracht het ook sociale veranderingen met zich mee, doordat het leven zich steeds meer af ging spelen rond het vuur.
Naarmate de vaardigheden verbeterden begon smaak een steeds grotere rol te spelen, wat tot uiting komt in de kookkunst waarin gebruik wordt gemaakt van vele verschillende kooktechnieken en door verschillende ingrediënten met elkaar te combineren. Dit heeft geleid tot vele diverse gerechten en keukens.

## Voetnoten
1. ↑  Magargal, K. (2022): The cost of cooking for foragers, Journal of Human Evolution 162. DOI:202210.1016/j.jhevol.2021.103091
2. ↑  Pontzer, H. (2021): Burn. The Misunderstood Science of Human Metabolism, p. 293